# Альберти ди Вилланова, Франческо
Франческо Альберти ди Вилланова (итал. Francesco D'Alberti di Villanuova; 21 сентября 1737, Ницца, — 1801, Лукка) — известный итальянский лексикограф, составивший французско-итальянский и итальянско-французский словарь, который выдержал множество изданий. Кроме словаря, им издан «Dizionario universale critico enciclopedico della lingua italiana» (Лукка, 1797). Второе издание последовало после его смерти в Лукке (1805, 6 т.).